# Veenmosvuurzwammetje
Het veenmosvuurzwammetje (Hygrocybe coccineocrenata) is een soort schimmel uit het geslacht Hygrocybe.

## Determinatie

### Uiterlijke kenmerken
Hoed
De hoed heeft een diameter van 8–27 mm. De hoed is eerst gewelfd en uiteindelijk vlak met een iets verzonken midden. De randen zijn licht gestreept. Het is enigszins hygrofaan; bij vochtig weer is het oranje tot scharlakenrood van kleur, bij droog weer is het mat, okergeel van kleur. Na verloop van tijd vervaagt het geleidelijk naar oranje (beginnend vanaf de rand). Kenmerkend is de aanwezigheid van bruine tot zwarte schubben op het oppervlak, vooral in het midden van de hoed.
Lamellen
De lamellen zijn decurrent (afnemend of aflopend) aan de steel gehecht. De lamellen zijn getand of rond en staan relatief wijd uiteen. Bij jonge exemplaren is de kleur wit, later crème of wasachtig geel.
Steel
De steel heeft een lente van 10–50 mm en een dikte van 1–4,5 mm. De steel is cilindrisch, hol van binnen, versmald aan de steelvoet. Het oppervlak is glad en varieert in kleur van oranjerood tot scharlakenrood, alleen wat lichter aan de steeloet (crème of oker).
Vlees
Het vlees is dun, dezelfde kleur als de hoed, en verandert niet van kleur bij beschadiging. De smaak en geur is onduidelijk.

### Microscopische kenmerken
De sporen zijn ellipsoïde, ovaal tot eivormig, vaak boonvormig, een voor een klein gedeeld soms ingesnoerd (< 10%) en meten 8,5–12,5 × 5,5–7,5 μm met een Q-getal van 1,65–1,8.

### Gelijkende taxa
Er zijn verschillende wasplaten die op deze soort lijken, zoals:
- broos vuurzwammetje (Hygrocybe helobia): de schubben van de hoed hebben dezelfde kleur of zijn lichter, de lamellen zijn wit tot geelachtig.
- gewoon vuurzwammetje (Hygrocybe miniata): de schubben van de hoed zijn dezelfde kleur of lichter, de lamellen zijn oranjerood en bovendien veel kleinere sporen.
- scharlaken wasplaat (Hygrocybe coccinea): op de hoed bevinden zich radiaal ingegroeide fibrillen, lamellen variëren  in kleur van roodoranje tot geeloranje,
- trechterwasplaat (Hygrocybe cantharellus): heeft een oranjerood hoed, met schubben in dezelfde kleur als de hoed of lichter.

## Ecologie
Het veenmosvuurzwammetje leeft saprotroof, gewoonlijk tussen levend veenmos (Sphagnum), soms tussen andere mossen of op kale veengrond. Hij komt voor in mesotrofe trilvenen, veenmosrietlanden en verlandingszones van vennen op zuur laagveen en hoogveen, soms op humeus zand.

## Verspreiding
In Nederland komt het veenmosvuurzwammetje vrij algemeen voor. Hij staat op de rode lijst in de categorie 'Kwetsbaar'.

## Taxonomie
In 1960 werd de soort voor het eerst beschreven door Peter D. Orton, onder de naam Hygrophorus coccineocrenatus. De huidige naam, erkend door de Index Fungorum, werd er in 1967 aan gegeven door Meinhard Mchael Moser, die het overbracht naar het geslacht Hygrocybe.

## Fotogalerij

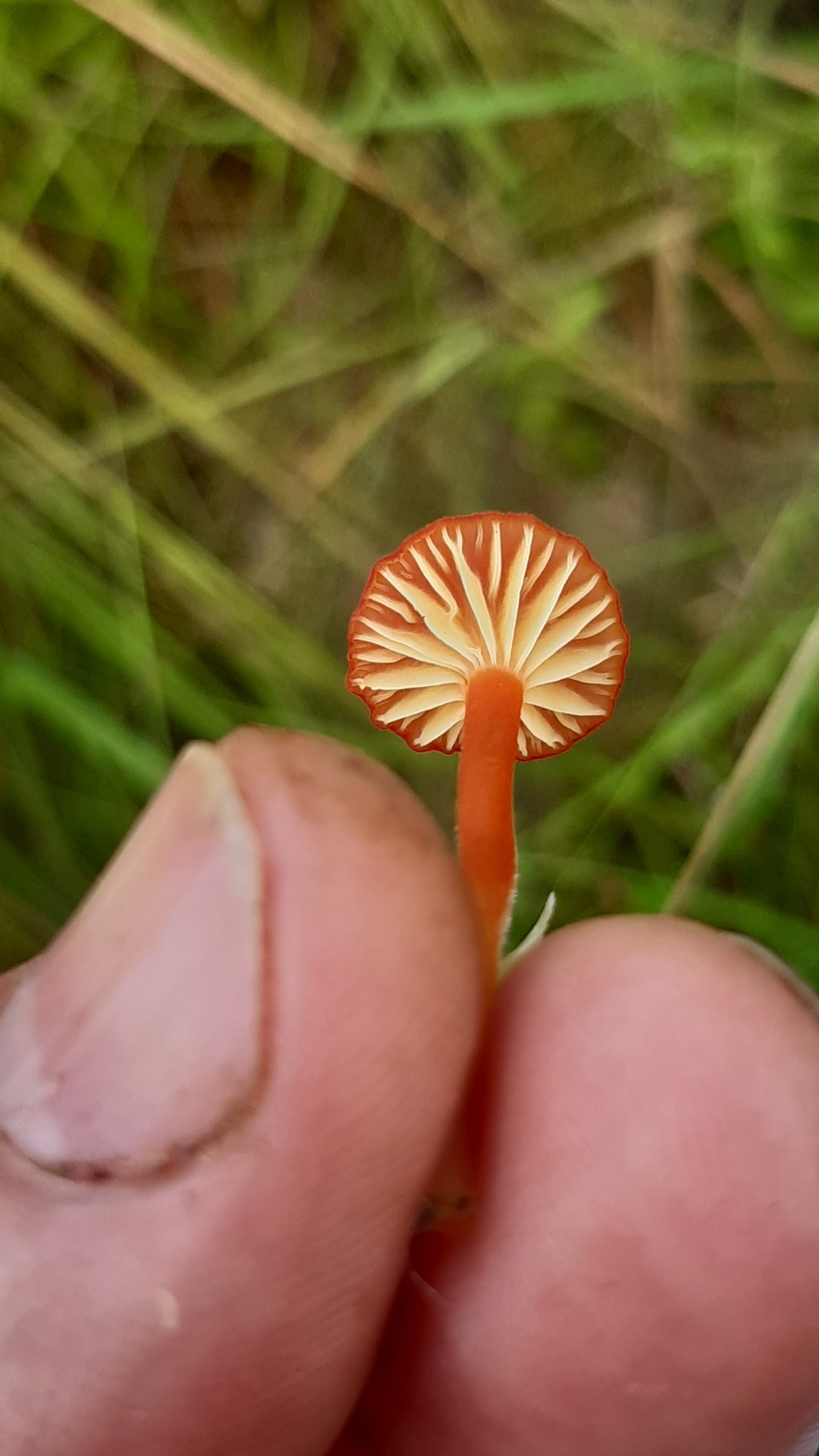
Lamellen